# دوديلانج
دوديلانج. (بالألمانية: Düdelingen)، هي مدينة للوكسمبورغ وعاصمة البلدية، تحمل نفس الاسم وتقع في كانتون إيش سير ألزات ومنطقة لوكسمبورغ.

## توأمة
لدوديلانج اتفاقيات توأمة مع كل من:
- فيلتر
- لاونبورغ
- Lębork [الإنجليزية]‏
- Manom [الإنجليزية]‏

## أعلام
- دومينيك لانغ
- تشارلز ريف

## روابط خارجية
- Commune of Dudelange official website
- Miscellaneous links